# Foster Farms Bowl 2014
Match précédent Match suivant
Le Foster Farms Bowl 2014 était un match de football américain de niveau universitaire qui s'est joué après la saison régulière 2014, le 30 décembre 2014 au Levi's Stadium de Santa Clara en California.
Il s'agissait de la 13e édition du Foster Farms Bowl (dénommé en 2013 Fight Hunger Bowl mais précédemment connu comme le Diamond Walnut San Francisco Bowl ou l'Emerald Bowl ou le Kraft Fight Hunger Bowl).
Il a mis en présence l'équipe de Stanford Cardinal issue de la Pac-12 Conference et l'équipe de Maryland Terrapins issue de la Big Ten Conference.
Le match a débuté vers 07:00 pm heure locale. Il fut retransmis en télévision sur ESPN et en radio sur ESPN Radio. C'est la société Foster Farms Poultry Company qui assurait le sponsoring du nom du Bowl.
Stanford gagne le match sur le score de 45 à 21.

## Présentation du match
Le match met en présence l'équipe de Stanford Cardinal issue de la Pac-12 Conference et l'équipe de Maryland Terrapins issue de la Big Ten Conference. 
| Équipes                                                                                           | Conférences | Entraîneurs  | Stats. saison rég. |
| ------------------------------------------------------------------------------------------------- | ----------- | ------------ | ------------------ |
| Stanford Cardinal                                                                                 | Pac-12      | David Shaw   | 7-5                |
| Maryland Terrapins                                                                                | B10         | Randy Edsall | 7-5                |
| Arbitre : Reggie Smith (MWC) Équipe donnée favorite par les bookmakers : Stanford (14,5 contre 1) |             |              |                    |

Il s'agissait de la toute première rencontre entre ces deux équipes.

### Maryand Terrapins
Les Terrapins participent à leur 1er saison au sein de la Division Est de la Big Ten Conference après 65 saisons passées au sein de l'ACC.
Maryland termine la saison 2014 sur un bilan de 4 victoires et 4 défaites au sein de sa conférence, finissant troisièmes de la Division Est derrière Ohio State et Michigan State. Le bilan global de leur saison étant de 7 victoires pour 5 défaites, ils acceptent l'invitation à participer au Foster Farms Bowl 2014. Ils ne sont pas classés dans les divers rankings.
L'équipe est dirigée pour la 4e saison d'affilée par coach Randy Edsall .

### Cardinal de Stanford
Stanford Cardinal termine la saison 2014 sur un bilan de 5 victoires et 4 défaites au sein de la Pac-12 Conference, finissant 2e de la Division Nord derrière Oregon. Le bilan global de leur saison étant de 8 victoires pour 5 défaites, ils acceptent l'invitation à participer au Foster Farms Bowl 2014. Ils ne sont pas classés dans les divers rankings.
L'équipe est dirigée pour la 4e saison d'affilée par coach David Shaw.

## Résumé du match
Température de 10 °C, Vent de NNOuest, 21 km/h, ciel nuageux.
| ÉVOLUTION DU SCORE du FOSTER FARMS BOWL 2014 |                              |                              |                              |                              |                              | |       |       |
| QT                                           | Temps                        | Drive                        | Drive                        | Drive                        | Équipe                       | Description de l'action | Score | Score |
|                                              |                              | Jeux                         | Yards                        | TDP                          |                              | | STA   | MAR   |
| 1                                            | 08:03                        | 12                           | 75                           | 06:57                        | STAN                         | TD d'1 yard à la course par RB Remound Wright + 1 point de conversion par kicker Jordan Williamson                                               | 7     | 0     |
| 2                                            | 14:19                        | 6                            | 52                           | 02:27                        | MAR                          | TD d'1 yard à la course par RB Wes Brown + 1 point de conversion par kicker Brad Craddock                                                        | 7     | 7     |
| 2                                            | 11:16                        | 5                            | 49                           | 02:33                        | STAN                         | TD de 3 yards à la course par RB Remound Wright + 1 point de conversion par kicker Jordan Williamson                                             | 14    | 7     |
| 2                                            | 08:44                        | 5                            | 70                           | 01:38                        | STAN                         | TD d'1 yard à la course par RB Remound Wright + 1 point de conversion par kicker Jordan Williamson                                               | 21    | 7     |
| 2                                            | 01:17                        | 10                           | 54                           | 04:57                        | STAN                         | TD par WR Devon Cajuste à la suite d'une réception d'une passe de 8 yards de QB Kevin Hogan + 1 point de conversion par kicker Jordan Williamson | 28    | 7     |
| 3                                            | 10:18                        | 3                            | 34                           | 00:54                        | STAN                         | TD par WR Devon Cajuste à la suite d'une réception d'une passe de 9 yards de QB Kevin Hogan + 1 point de conversion par kicker Jordan Williamson | 35    | 7     |
| 4                                            | 14:52                        | 9                            | 66                           | 05:04                        | STAN                         | TD d'1 yard à la course par RB Ricky Seale + 1 point de conversion par kicker Jordan Williamson                                                  | 42    | 7     |
| 4                                            | 14:39                        | -                            | -                            | -                            | MAR                          | TD à la suite d'un retour de kickoff de 100 yards par DB William Likely + 1 point de conversion par kicker Brad Craddock                         | 42    | 14    |
| 4                                            | 05:16                        | 10                           | 33                           | 06:02                        | STAN                         | FG de 29 yards par kicker Jordan Williamson | 45    | 14    |
| 4                                            | 02:12                        | 7                            | 78                           | 03:04                        | MAR                          | TD de 2 yards à la course par QB C. J. Brown + 1 point de conversion par kicker Brad Craddock                                                    | 45    | 21    |
| "TDP" = temps de possession.                 | "TDP" = temps de possession. | "TDP" = temps de possession. | "TDP" = temps de possession. | "TDP" = temps de possession. | "TDP" = temps de possession. | "TDP" = temps de possession. | 45    | 21    |

## Statistiques
| Statistiques par Équipes               | Statistiques par Équipes | Statistiques par Équipes |
| Statistiques                           | STA                      | MAR                      |
| -------------------------------------- | ------------------------ | ------------------------ |
| 1er downs                              | 22                       | 12                       |
| Conversion de 3e Down                  | 7/13                     | 5/13                     |
| Conversion de 4e Down                  | 1/1                      | 0/1                      |
| Jeux–yards                             | 71/414                   | 54/222                   |
| Yards à la course                      | 206                      | 17                       |
| Yards à la passe                       | 208                      | 205                      |
| Passes : Réussies-Tentées-Interceptées | 18/26-0                  | 15/27-1                  |
| Réussite en zone rouge/chances         | 7/8                      | 2/2                      |
| TD                                     | 6                        | 3                        |
| Field Goals                            | 1/2                      | 0/0                      |
| Sacks (Nombre-Yards perdus)            | 6/42 yards gagnés        | 1/5 yards gagnés         |
| Fumbles (Nombre/Perdus)                | 0                        | 0                        |
| Pénalités (Nombre/Yards perdus)        | 2/7 yards perdus         | 5/39 yards perdus        |
| Temps de possession                    | 37:07                    | 22:53                    |

| Meilleur Joueur (MVP) | Meilleur Joueur (MVP) | Meilleur Joueur (MVP) | Meilleur Joueur (MVP) |
| --------------------- | --------------------- | --------------------- | --------------------- |
| Jeu                   | Nom                   | Équipe                | Poste                 |
| Attaque               | Kevin Hogan           | Stanford              | QB                    |
| Défense               | James Vaughters       | Stanford              | LB                    |

| Statistiques Individuelles | Statistiques Individuelles | Statistiques Individuelles              |
| -------------------------- | -------------------------- | --------------------------------------- |
| Quaterbacks                |                            |                                         |
| STA                        | Hogan Kevin                | 14/20, 189 yards, 2 TD , 1 sack subi    |
| MAR                        | Brown C. J.                | 15/27, 1 Int., 205 yards, 6 sacks subis |
| Meilleurs Coureurs         |                            |                                         |
| STA                        | McCaffrey C.               | 7 courses, 57 yards                     |
| MAR                        | Ross Brandon               | 8 courses, 32 yards                     |
| Meilleurs Receveurs        |                            |                                         |
| STA                        | Hooper A.                  | 5 Réc., 71 yards                        |
| MAR                        | Diggs Stefon               | 10 Réc., 138 yards                      |
| Meilleurs Takleurs         |                            |                                         |
| STA                        | Tarpley A.J.               | 3 tackles, 4 assistes                   |
| MAR                        | Nixon Anthony              | 7 tackles, 1 assiste                    |